# 英德日赫·科佩切克
英德日赫·科佩切克（Jindřich Kopeček；1940年1月27日—），著名高分子化學家，為高分子藥物劑型開發及藥物控制釋放領域之先驅者。科佩切克為美國猶他大學生物工程系與製藥及製藥化學系傑出教授，且為16個國際期刊之編委，以及14個相關領域科研單位之成員。 
科佩切克對於生醫材料與高分子藥物載體的研發有顯著貢獻。他是捷克國家科學研究院中首度開發高分子隱形眼鏡材料團隊中之成員，且為N-(2-hydroxypropyl) methacrylamide(HPMA)高分子聚合物做為藥物載體之創始人。HPMA作為藥物載體可協助抗癌藥物被癌細胞吸收，為首創之高分子聚合物藥物劑型。該發明不但開啟高分子藥物載體相關領域之研究，且為第一個進入臨床試驗之抗癌藥物新劑型。由於這些成就與貢獻， 科佩切克於2011年被選為美國國家工程學院院士 .

## 生平
科佩切克於Institute of Macromolecular Chemistry(IMC)取得博士學位(主修:高分子化學)，並於捷克國家科學研究院取得理科博士學位(主修:化學)。任教於猶他大學前他曾在IMC之研究團隊做為實驗室主要研究員(1972-1988)。
科佩切克曾任美國控制釋放協會(Controlled Release Society)之主席(1995–1996)， 美國猶他大學化學控制傳導中心(Center for Controlled Chemical Delivery)之共同主任(1986-present)，以及美國國家科學研究院Biomaterials and Interfaces Study Section之主席(2003–2006).
他的研究於相關領域有極高影響力，至今發表近四百篇科研論文，被引用次數高達一萬三千多次。該實驗團隊所研發的水凝膠已經被廣泛使用為生醫材料，HPMA高分子抗癌藥物載體已進入臨床試驗。除此之外，在他的職業生涯中訓練出了眾多來自世界各國之傑出科學家.

## 引用出處
1. ↑   (PDF).   [2010-10-03]. （原始内容存档 (PDF)于2011-07-21）.
2. ↑   The University of Utah 的存檔，存档日期2010-10-01.
3. ↑   www.dailyutahchronicle.com/news/amos-kopecek-honored-for-contributions-1.367261[]
4. ↑   www.learned.cz/eng/engbiohf/kopecek.pdf 的存檔，存档日期2007-09-25.
5. ↑  .   [2010-10-15]. （原始内容存档于2016-12-15）.
6. ↑  .   [2011-02-12]. （原始内容存档于2011-04-27）.
7. ↑  .   [2011-02-12]. （原始内容存档于2021-02-24）.
8. ↑  .   [2010-10-01]. （原始内容存档于2018-10-06）.
9. ↑  .   [2010-10-01]. （原始内容存档于2008-12-25）.
10. ↑   Jindrich (Henry) Kopecek， University of Utah 的存檔，存档日期2010-06-10.

## 相關連結
- 美國猶他大學Kopecek研究團隊 （页面存档备份，存于）
- 美國猶他大學製藥及製藥化學系 （页面存档备份，存于）